# Höstfunkia
Höstfunkia (Hosta lancifolia) är en sparrisväxtart som först beskrevs av Carl Peter Thunberg, och fick sitt nu gällande namn av Adolf Engler. Höstfunkia ingår i släktet funkior, och familjen sparrisväxter. Arten förekommer tillfälligt i Sverige, men reproducerar sig inte.